# Styrstads distrikt
Styrstads distrikt är ett distrikt i Norrköpings kommun och Östergötlands län. 
Distriktet ligger i sydost om Norrköping. 

## Tidigare administrativ tillhörighet
Distriktet inrättades 2016 och utgörs av en del av området som till 1971 utgjorde Norrköpings stad, delen som före 1952 utgjorde Styrstads socken.
Området motsvarar den omfattning Styrstads församling hade vid årsskiftet 1999/2000.